# Maria de Saxe-Altemburgo
Alexandrina Maria Guilhermina Catarina Carlota Teresa Henriqueta Luísa Paulina Isabel Frederica Jorgina de Saxe-Altemburgo (em alemão: Alexandrine Marie Wilhelmine Katharine Charlotte Therese Henriette Luise Pauline Elisabeth Friederike Georgine von Sachsen-Altenburg; Hildburghausen, 14 de abril de 1818 — Gmunden, 9 de janeiro de 1907) foi rainha-consorte de Hanôver através do seu casamento com o rei Jorge V, um neto do rei Jorge III do Reino Unido e da rainha Carlota.

## Primeiros anos

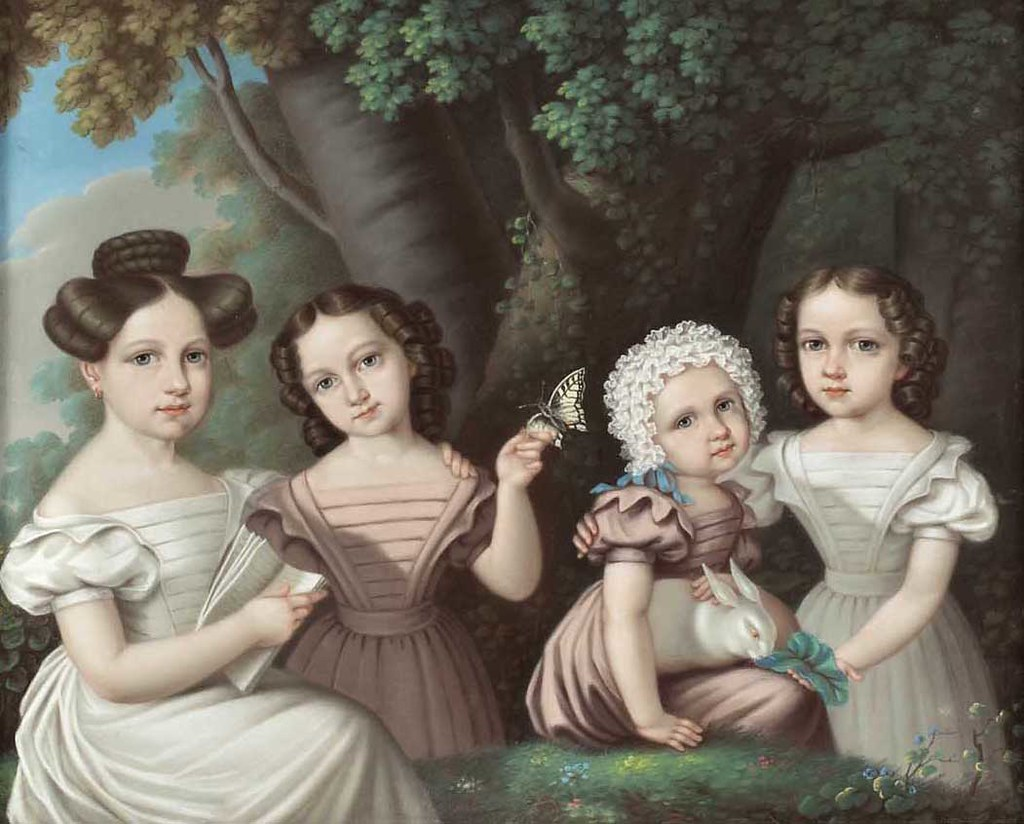
Maria com as irmãs Alexandra, Teresa e Isabel

Maria de Saxe-Altemburgo nasceu em 14 de abril de 1818 como filha de José, Duque de Saxe-Altemburgo e da duquesa Amélia de Württemberg. Ela seria a mais velha de seis irmãs (Paulina, Teresa, Isabel, Alexandra e Luísa), embora duas delas morressem na infância. Maria tinha apenas sete anos quando sua irmã mais nova, Paulina, morreu aos cinco anos de idade. Quando Maria tinha 15 anos, Luísa morreu com apenas 14 meses.
Maria passou os primeiros sete anos de sua vida em Hildburghausen antes de toda a família se mudar para Altemburgo. Maria e suas irmãs receberam educação religiosa principalmente do padre luterano Carlos Luís Nietschze (pai do famoso filósofo Friedrich Nietzsche). Maria passou muito tempo com sua família na ilha de Norderney, e seu futuro marido também a visitou várias vezes.

## Encontro com Jorge
Jorge era o filho mais velho de Ernesto Augusto, Rei de Hanôver (tio da Rainha Vitória e seu herdeiro presuntivo até o nascimento da Princesa Real) e Frederica de Mecklemburgo-Strelitz. Enquanto o Reino Unido operava com base na primogenitura de preferência masculina, o que permitia à Rainha Vitória ascender ao trono, o Reino de Hanôver permitia que apenas os homens tivessem sucesso e então Ernesto Augusto tornou-se Rei de Hanôver dissolvendo a união pessoal entre Hanôver e o Reino Unido. Jorge era uma criança delicada e se beneficiava muito da brisa do mar. Em 1828, ele perdeu a visão de um olho devido a uma doença na infância e a visão do outro olho em 1833 após um acidente.
Maria e Jorge se encontraram pela primeira vez em 14 de julho de 1839 em Schloss Montbrillant, nos arredores de Hanôver. Diz-se que eles se apaixonaram e a disposição alegre de Maria conseguiu levantar seu ânimo, mesmo depois da morte de sua mãe em junho de 1841. Em abril de 1842, Jorge viajou para Altemburgo para participar das celebrações do casamento de prata dos pais de Maria. Ele aproveitou a oportunidade para propor casamento a Maria. Ernesto Augusto pediu oficialmente a permissão da rainha Vitória para o casamento nos termos da Lei de Casamentos Reais de 1772, e ela deu sua permissão em um magnífico pedaço de pergaminho que ainda está alojado no Castelo de Marienburg. Seu noivado foi anunciado em julho de 1842.

## Casamento

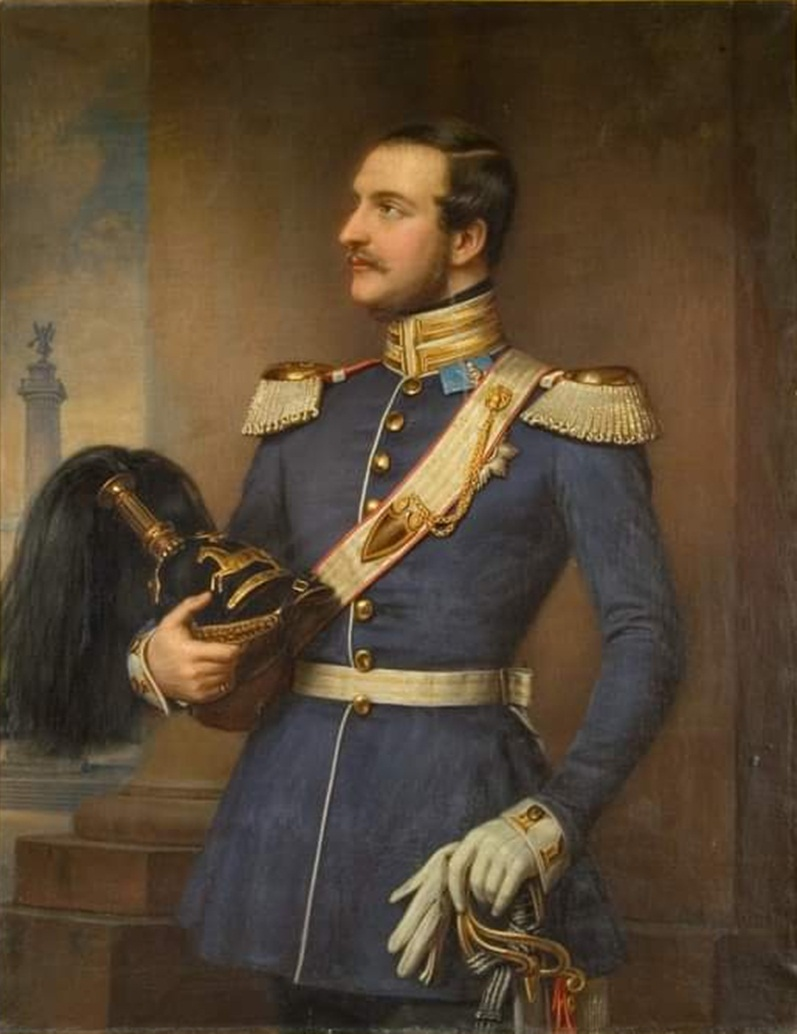
Maria com seu esposo

O casamento ocorreu em 18 de fevereiro de 1843 em Hanôver. Maria chegara a Hanôver apenas dois dias antes do casamento. A cerimônia aconteceu na capela do Leineschloss, e tiros de canhão foram disparados enquanto os anéis eram trocados. Maria usava um vestido de seda e brocado branco e prata com uma longa cauda branca. Em cima de uma coroa de murta verde, ela usava a coroa nupcial hanoveriana. Os recém-casados viveram primeiro em Fürstenhof, no distrito de Calenberger Neustadt, em Hanôver, mas também passaram os verões em Schloss Montbrillant. Esses foram os dias mais felizes de seu casamento. Logo após sua chegada a Hanôver, um político escreveu: "A princesa herdeira está se comportando bem; foi bem recebida pela nobreza, que nada sabe contra ela, parece muito bem administrada pela necessidade feminina de agradar as pessoas. O príncipe herdeiro é compreensivelmente dependente dela. Ela governará, para melhor ou para pior".
Seu primeiro filho chamado Ernesto Augusto nasceu em Fürstenhof em 21 de setembro de 1845. Ele foi apresentado a seu avô orgulhoso em uma almofada de veludo enfeitada com renda. O pai de Jorge inicialmente criticou o estilo de vida aposentado de Jorge e Maria - culpando Maria por isso - ele agora descreveu o dia do nascimento de seu neto como o dia mais feliz de sua vida. Ele disse a Maria: “Maria, como você me faz feliz”. No entanto, ele continuou a encontrar maneiras de criticar Maria. Ele abominava a companhia que ela mantinha - pessoas não nobres como artistas e acadêmicos - ela cuidava de seus próprios filhos e Jorge, e ela tinha apelidos um para o outro - “Männi” e “Engelmausi”. Seu sogro a proibiu de comparecer ao tribunal enquanto ela estava amamentando seus filhos. Ele também criticou o fato de o casal sempre chegar junto em uma carruagem, ao invés de separadamente. No entanto, o casal era imensamente popular entre as pessoas por seu estilo de vida mais burguês. Do casal também nasceram duas filhas: Frederica (nascida em 9 de janeiro de 1848) e Maria (nascida em 3 de dezembro de 1849).

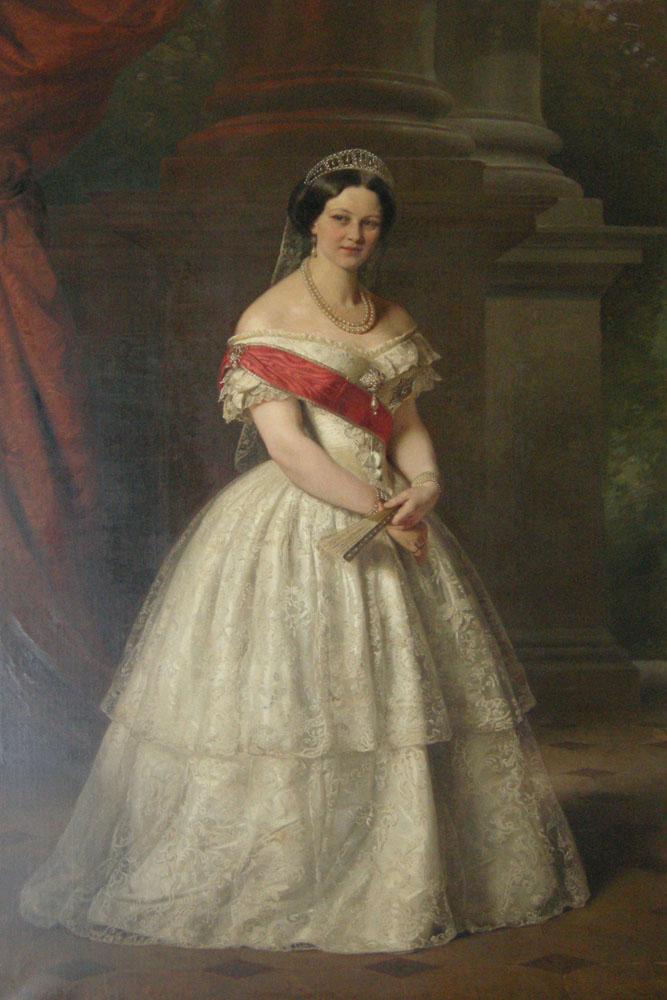
Rainha Maria de de Hanôver

### Rainha de Hanôver
No outono de 1851, a saúde de seu sogro começou a piorar. Nas primeiras horas de 7 de novembro, Jorge e Maria correram para ficar ao seu lado quando ele piorou de repente. No entanto, ele se recuperou o suficiente para brincar com seus netos, até mesmo abraçando seu neto e dizendo: "Deus o abençoe, meu filho!". Ele perdeu a capacidade de falar alguns dias depois e caiu inconsciente. Ele morreu em 18 de novembro de 1851 às 6h45 da manhã na presença de Jorge e Maria. Jorge agora se tornou o rei Jorge V de Hanôver e Maria sua Rainha Consorte.
Maria voltou sua atenção para seu trabalho de caridade e fundou a Henriettenstift em Hanôver com o dinheiro deixado para ela por sua avó Henriqueta. Ela era profundamente piedosa e também defendeu a fundação de várias casas de culto. Ela também patrocinou vários músicos e era uma cantora talentosa. Jorge adorava ouvi-la cantar e até compôs canções para ela cantar. Para o seu 39º aniversário, Jorge deu a Maria um terreno para construir um novo castelo. Ele estipulou que deveria se chamar Marienburg e que ela deveria usá-lo como residência de verão. Era para ser sua propriedade pessoal. Maria começou a planejar com grande entusiasmo e, em 9 de outubro de 1858, as bases foram lançadas. Cada um dos três filhos jogou o martelo. Eles finalmente puderam ficar por algumas semanas no verão de 1865.
No dia 18 de setembro de 1872, Maria foi escolhida para ser madrinha da princesa Maria Luísa de Schleswig-Holstein, uma neta da rainha Vitória, filha da princesa Helena.

## Exílio

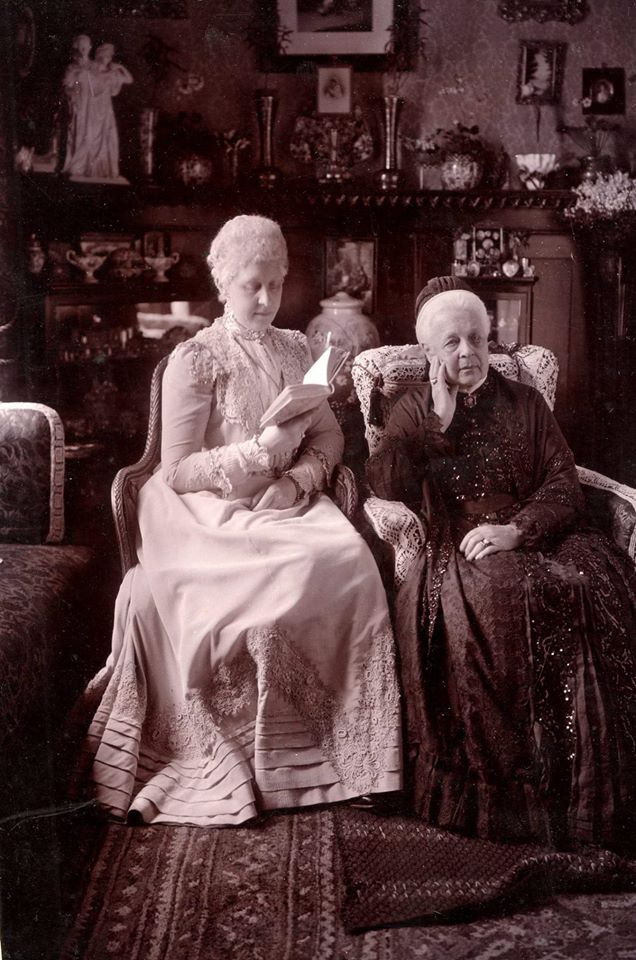
Fotografia de Maria de Saxe-Altemburgo e sua filha, a princesa Maria de Hanôver. Assinado pela Rainha, Gmunden 1904

Então veio a Guerra Austro-Prussiana em 1866, e Jorge apoiou a Áustria. No entanto, a Áustria perdeu a guerra e, como resultado, a Prússia anexou Hanôver, fazendo com que Jorge e Maria fossem expulsos de seu reino. Jorge nunca abdicou do trono e, após a perda, ele e seu filho foram para Viena, enquanto Maria e suas filhas permaneceram em Hanôver, no Palácio Herrenhausen. Maria enviou uma carta encorajadora para ele: "Oh, meu anjo Männi, aja de acordo se vai ser difícil. Você nunca se arrependerá disso. Ceder agora, depois de ter feito tudo com tanta bravura, é apenas honroso e será geralmente reconhecido como a mais alta nobreza. Suas ações são sempre tão nobres e sublimes." Ela logo se sentiu insegura em Herrenhausen e partiu para a quase concluída Marienburg, que ela chamou de "Eldorado". Maria conseguiu contrabandear várias joias para o exterior antes de também partir para a Áustria. O imperador Francisco José deu à família exilada o uso da Villa Braunschweig e do chamado Kaiserstockl. Em Kaiserstockl, Maria e Jorge comemoraram seu aniversário de casamento de prata. A família acabou sendo autorizada a reter várias propriedades, como Marienburg, e recebeu uma pensão anual com os juros de um pagamento de restituição de 16 milhões de táleres. Eventualmente, a família se estabeleceu em Gmunden na Villa Thun, mais tarde conhecida como Villa da Rainha. Maria escreveu mais tarde: "Todos vocês podem voltar para casa do exílio quando quiserem, mas não podemos porque continuamos a viver no exílio. É um sentimento pesado de suportar. [...] Mas eu me consolo com a palavra de Deus todos os dias. Sinto-me muito mais feliz aqui em Gmunden do que em Viena, onde o calor costuma ser opressor e a poeira insuportável. Mas posso me alegrar com a beleza da natureza e resistir à solidão rural."

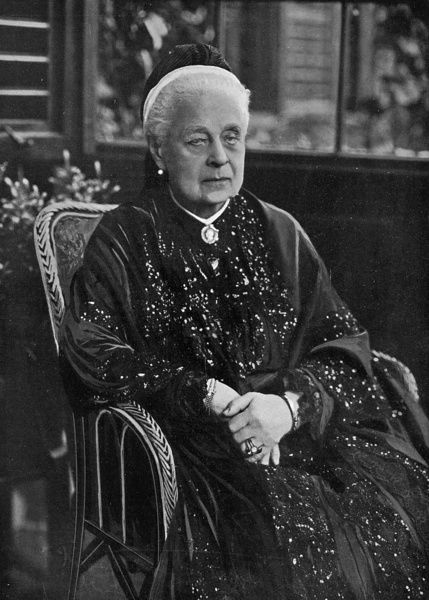
Maria em seus últimos anos

A partir de 1874, Jorge adoeceu com frequência e foi submetido a uma operação. Foi se recuperar em Biarritz e a partir de então viveu principalmente em Paris devido ao seu clima mais ameno e proximidade das nascentes de Barèges. Ele costumava ser acompanhado por sua filha mais velha, Frederica, enquanto sua filha mais nova, Maria, e seu filho ficavam com a mãe. Ele retornou a Gmunden apenas uma vez - em 1877 - mas morreria em Paris em 12 de junho de 1878. Jorge foi levado para a Capela de São Jorge no Castelo de Windsor para o enterro e Maria não compareceu ao funeral, preferindo chorar por ele em silêncio em Gmunden. Enquanto Ernesto Augusto não sucedeu seu pai como rei, ele obteve seu título inglês de Duque de Cumberland e Teviotdale. No final de 1878, Ernesto Augusto casou-se com a princesa Tira da Dinamarca e a primeira neta de Maria - uma filha chamada Maria Luísa - nasceu em 11 de outubro de 1879. Ernesto Augusto e Tira teriam seis filhos juntos. Frederica casou-se com o Barão Alfons von Pawel-Rammingen em 1880, mas tragicamente, seu único filho viveria apenas três semanas. Sua filha mais nova e homônima permaneceria solteira e ela ficou com a mãe. As duas Marias visitavam os spas em Bad Kissingen pelo menos uma vez por ano e costumavam se divertir em Gmunden.

## Últimos anos
Conforme ela envelhecia perdeu a visão de um de seus olhos. Maria sempre vestia roupas de luto após a morte do marido e só o tirou pela primeira vez quando sua neta Maria Luísa se casou com o Príncipe Maximiliano de Baden em 1900. Ela ficou arrasada com a morte repentina de seu neto de 16 anos, Príncipe Cristiano, com apendicite em 1901. Ainda assim, um golpe ainda maior veio em 4 de junho de 1904, quando sua filha e homônima também adoeceu com apendicite. Apesar de uma operação de emergência, Maria não pôde ser salva. Ela tinha 54 anos.
A rainha Maria de Hanôver viveria até os 88 anos. Ela morreu em 9 de janeiro de 1907 de peritonite. O imperador Francisco José compareceu pessoalmente a seu funeral com vários arquiduques e arquiduquesas. Ela foi enterrada no mausoléu que seu filho construiu no Schloss Cumberland, também em Gmunden. Ela foi enterrada ao lado de sua filha Maria.

## Descendência

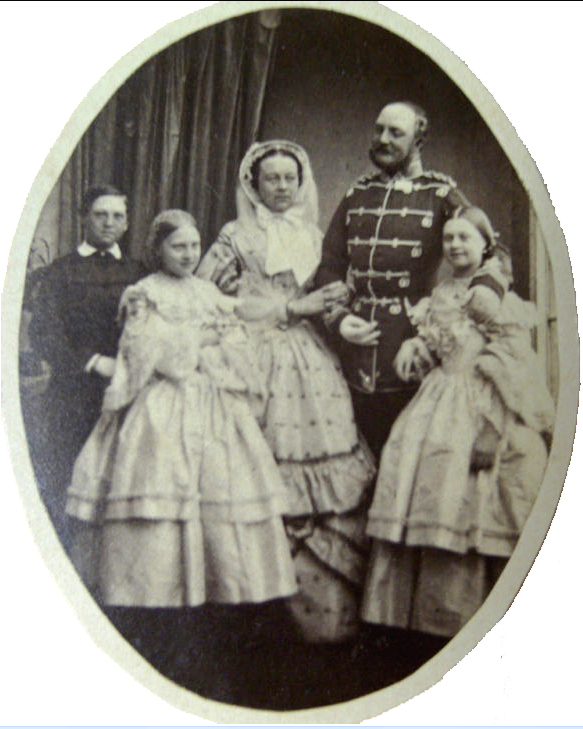
Fotografia de Maria com seu esposo o rei Jorge V de Hanôver, e seus três filhos, o príncipe herdeiro Ernesto Augusto de Hanôver, a princesa Frederica de Hanôver e a princesa Maria de Hanôver

Maria casou-se no dia 18 de fevereiro de 1843 com o príncipe-herdeiro Jorge de Hanôver. Juntos tiveram três filhos: 
|  | Nome                                          | Nascimento             | Morte                  | Notas                                                              |
|  | --------------------------------------------- | ---------------------- | ---------------------- | ------------------------------------------------------------------ |
|  | Ernesto Augusto, Príncipe Herdeiro de Hanôver | 21 de setembro de 1845 | 14 de novembro de 1923 | Casado com a princesa Tira da Dinamarca; com descendência.         |
|  | Frederica de Hanôver                          | 9 de janeiro de 1848   | 16 de outubro de 1926  | Casada com o barão Litubert von Pawel-Rammingen; com descendência. |
|  | Maria de Hanôver                              | 2 de dezembro de 1849  | 4 de junho de 1904     | Morreu solteira e sem descendência.                                |

## Antepassados
| Maria de Saxe-Altemburgo | Pai: José, Duque de Saxe-Altemburgo | Avô paterno: Frederico, Duque de Saxe-Altemburgo       | Bisavô paterno: Ernesto Frederico III, Duque de Saxe-Hildburghausen |
| Maria de Saxe-Altemburgo | Pai: José, Duque de Saxe-Altemburgo | Avô paterno: Frederico, Duque de Saxe-Altemburgo       | Bisavó paterna: Ernestina de Saxe-Weimar                            |
| Maria de Saxe-Altemburgo | Pai: José, Duque de Saxe-Altemburgo | Avó paterna: Carlota Jorgina de Mecklemburgo-Strelitz  | Bisavô paterno: Carlos II, Grão-Duque de Mecklemburgo-Strelitz      |
| Maria de Saxe-Altemburgo | Pai: José, Duque de Saxe-Altemburgo | Avó paterna: Carlota Jorgina de Mecklemburgo-Strelitz  | Bisavó paterna: Frederica de Hesse-Darmstadt                        |
| Maria de Saxe-Altemburgo | Mãe: Amélia de Württemberg          | Avô materno: Luís, Duque de Württemberg                | Bisavô materno: Frederico II Eugénio, Duque de Württemberg          |
| Maria de Saxe-Altemburgo | Mãe: Amélia de Württemberg          | Avô materno: Luís, Duque de Württemberg                | Bisavó materna: Frederica de Brandemburgo-Schwedt                   |
| Maria de Saxe-Altemburgo | Mãe: Amélia de Württemberg          | Avó materna: Henriqueta de Nassau-Weilburg (1780–1857) | Bisavô materno: Carlos Cristiano, Príncipe de Nassau-Weilburg       |
| Maria de Saxe-Altemburgo | Mãe: Amélia de Württemberg          | Avó materna: Henriqueta de Nassau-Weilburg (1780–1857) | Bisavó materna: Carolina de Orange-Nassau                           |